# Templo de Júpiter (Split)
O Templo de Júpiter (em croata: Jupiterov hram) é um antigo templo romano, construído entre os anos de 295 e 305 a mando do Imperador Diocleciano. Posteriormente, o templo foi transformado em Batistério de São João Batista. Está localizado na cidade de Split, no condado de Split-Dalmácia, na Croácia.

## História
Durante a construção do Palácio de Diocleciano, entre os anos de 295 e 305, o Templo de Júpiter foi construído como parte integrante do palácio. Com o Imperador abdicando do trono no ano de 305, as obras do palácio pararam e o templo ficou inacabado. No século VI, o templo foi transformado em Batistério de São João Batista.
No século XIII, uma bacia de batismo, que foi feita com peças de um altar do século XI, e estava instalada na Catedral, foi transferida para o templo.
Em 1928, descobriram uma esfinge nas fundações de uma casa destruída, acreditando-se ser uma das doze esfinges trazidas do Egito pelo imperador Diocleciano, a instalaram na entrada do Templo de Júpiter.

## Arquitetura

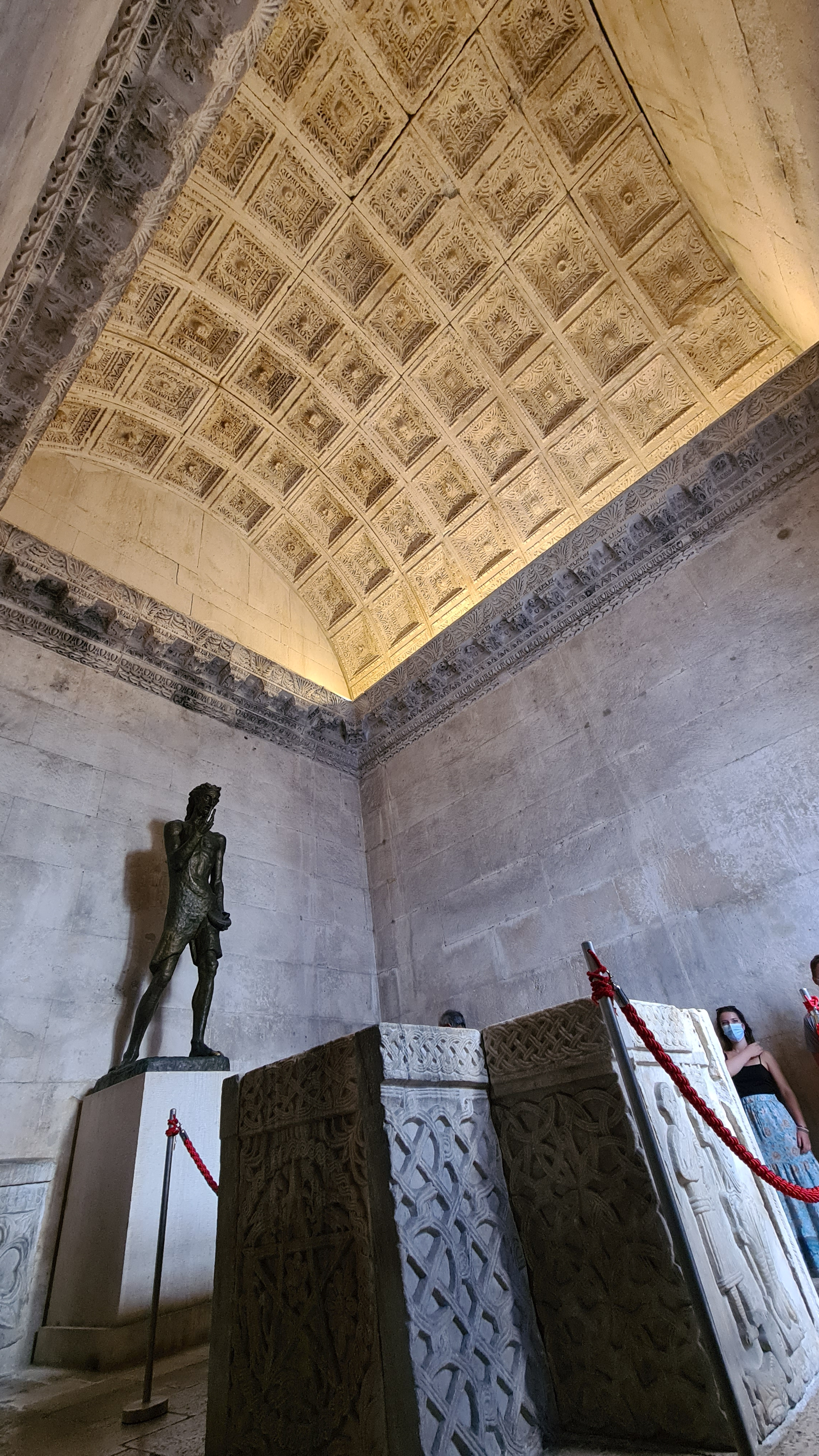
Interior do templo

A edificação possui planta retangular com teto abobadado, construída com blocos de pedra sobre uma base elevada. Na entrada do templo, há uma esfinge sem cabeça, esculpida em granito, trazida do Egito pelo imperador. No portal de entrada, na parte superior, há esculpido em alto relevo a representação de Vitória, Tritão, Hélio, Hércules, Júpiter e Apolo.
Na parte interna do templo, há dois sarcófagos de arcebispos de Split, Lawrence e João II; uma escultura de São João Batista, feita em bronze, pelo artista Ivan Meštrović; e uma bacia de batismo do século XI com telas de mármore, uma delas representando o rei croata Peter Krešimir IV ou Demetrius Zvonimir com seus súditos, uma outra tela representando a Santíssima Trindade com Jesus Cristo, o divino e Jesus Cristo, o homem.